# الضربة الجوية التركية في سوريا 2014
الضربة الجوية التركية في سوريا (يناير 2014) هي غارة جوية نفذها سلاح الجو التركي على معاقل تنظيم الدولة الإسلامية (داعش) في سوريا خلال الحرب الأهلية السورية.
خلَّفت الضربة ردود فعل كثيرة وأثارت بعض الجدل خاصة بعد تناقض التقارير حول ما إذا كان الهجوم قد نُفذ بواسطة الطائرات أم أن المدفعية التركية هي من قصفت بالفعل أهداف الدولة الإسلامية في شمال سوريا يوم الثلاثاء الموافق لـ 28 كانون الثاني/يناير 2014.

## الغارة الجوية
هاجم تنظيم الدولة الإسلامية (داعش) الجيش التركي حيث استهدفه بالنيران على طول الحدود السورية التركية، ثم هاجم الحدود التركية مجددا؛ وداهم بعض الأتراك في شمال سوريا. ازدادت التوترات عقب تهديد بعض عناصر داعش لتركيا بالهلاك. في 28 كانون الثاني/يناير 2014 قامت مقاتلة تركية بالإغارة على أحد معاقل التنظيم المتشدد وتمكنت من تدمير قافلة للتنظيم في شمال سوريا بالإضافة إلى شاحنة وحافلة أخرى، ووفقا للأركان العامة التركية فإن 11 من مقاتلي التنظيم قد قُتلوا بما في ذلك القيادي والأمير أبو جعفر.

## التقارير المتناقضة
تناقضت تقارير وسائل الإعلام عقب الهجوم؛ فهناك من أكدت أن الهجوم تم بواسطة مقاتلة حربية تركية في حين أكدت تقارير أخرى أن الهجوم تم باستعمال دبابات تركية وقصف بالمدفعية. ذكرت بعض التقارير أيضا أن الهجوم لم يتم انتقاما من داعش لتهديده لتركيا بل ردا على سقوط قذيفة هاون على مقربة من تركيا قادمة من سوريا خلال اشتباكات بين مقاتلي داعش وأفراد من الجيش السوري الحر.